# کنوانسیون مکمل لغو برده‌داری
کنوانسیون مکمل لغو برده‌داری (انگلیسی: Supplementary Convention on the Abolition of Slavery) که عنوان کامل آن کنوانسیون تکمیلی لغو برده‌داری، تجارت برده و نهادها و اقدامات مشابه به برده داری می‌باشد، یک معاهده سازمان ملل متحد سال ۱۹۵۶ است، که بر پایه کنوانسیون برده‌داری ۱۹۲۶ تنظیم شده‌است، که هنوز معتبر است و هنوز مبنای لغو برده‌داری و تجارت برده به‌شمار می‌رود و کنوانسیون کار اجباری سال ۱۹۳۰ که کار اجباری را ممنوع کرده‌است، بر اساس کار در ازای بدهی، رعیت‌داری، ازدواج کودکان، ازدواج خدمتکار و بردگی کودک تنظیم شده‌است.

## خلاصه‌ای از عنوان‌های کلیدی
بند ۱ - طرفها متعهد به لغو و رها کردن کار اجباری در ازای بدهی، غلامی، ازدواج با خدمتکار و بیگاری کشیدن از کودک.
بند ۲- طرفها متعهد به اجرائی کردن حداقل سن ازدواج، تشویق به ثبت ازدواجها و تشویق به اعلام عمومی رضایت طرفین از ازدواج.
بند ۳ - جرم شناختن قاچاق برده.
بند ۴ - بردگان فراری که از کشتی‌های پرچم دار درخواست پناهندگی می‌کنند، در این حالت آزادی خود را بدست می‌آورند.
بند ۵ - مجرم شناختن علامت گذاری (از جمله با قطع عضو و علامت گذاری) بردگان.
بند ۶ - مجرم شمردن برده‌داری و وادار کردن دیگران به بردگی.
بند ۷ - تعریف «برده»، «شرایط یک خدمتکار» و «تجارت برده»
بند ۹ - هیچ شرط و شروطی در این کنوانسیون وجود ندارد.
بند ۱۲ - این کنوانسیون شامل کلیه تراستهای غیر خودگردان، سرزمینهای تحت قیمومیت سازمان ملل و مستعمرات و سرزمینهای غیر شهری وابسته به روابط بین‌المللی که تحت مسئولیت یک نهاد دولتی است، می‌شود.